# Галстук

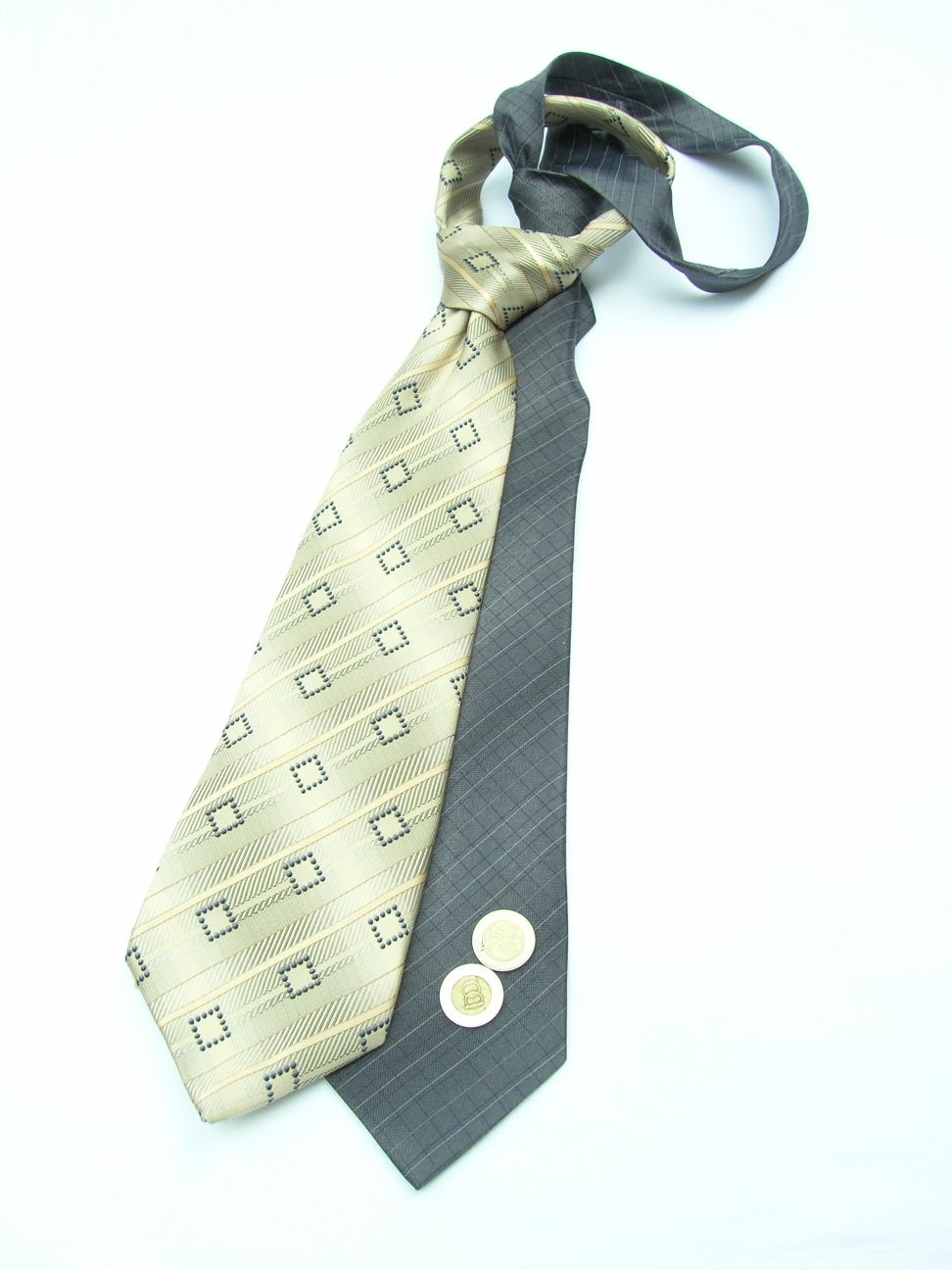
Узорчатый галстук

Га́лстук (устар. га́лздук, га́лстух, от нидерл. halsdoek) — особым образом сшитая полоса ткани (шёлковой, шерстяной), завязанная вокруг шеи. Используется как аксессуар. Галстуки традиционно носят с застёгнутой верхней пуговицей рубашки, а узел галстука при этом находится между точками воротника.

## Происхождение названия
Слово «галстук» в русском языке произошло от нидерл. halsdoek и нем. Halstuch, что означает «шейный платок». Однако в европейских языках более распространён другой корень — от фр. cravate. Из французского это слово перекочевало во многие европейские языки (нем. Krawatte, исп. corbata, укр. краватка, рум. Cravată, тур. kravat, пол. krawat). Французское же слово, вероятно, происходит от «кроат» («хорват»), мода на нашейные платки пошла в XVII веке от хорват, служивших в «кроатских» полках.

## История галстука

### Первые упоминания. Древняя история
Первое упоминание о галстуках можно найти в истории Древнего Египта, где кусок ткани правильной геометрической формы, наброшенный на плечи, служил своеобразным символом социального статуса своего обладателя. Также, одними из первых галстуки носили в Древнем Китае. Об этом свидетельствуют каменные статуи возле усыпальницы императора Шихуанди — на шеях вельмож и воинов завязаны повязки, напоминающие по форме современные галстуки, однако далёкие от современных галстуков как по способу ношения, так и по форме. Также они лишены главного атрибута современного галстука — узла.
До этой находки изобретателями галстука считались римские легионеры, носившие так называемые «фокале». Их изображения сохранились на колонне императора Траяна, воздвигнутой в честь его побед в 113 году н. э. На барельефах колонны, опоясывающих её спиральной лентой, можно насчитать 2500 фигур римских воинов в доспехах. На шеях у большинства из них — завязанные узлом платки. Появление в Древнем Риме шейных платков ознаменовало начало эпохи галстуков в современном понимании этого слова.

### Дальнейшая история
Начиная с конца XVI века мужчины носили камзолы. А в качестве украшения они надевали круглый гофрированный жёсткий воротник. Часто он представлял собой большой охватывающий шею диск, который в толщину мог достигать нескольких сантиметров. Его делали из белой ткани и крахмалили, чтобы он не терял форму. Со временем на смену ему пришёл широкий отложной воротник с зубцами, который покрывал плечи. Такой фасон воротника называли иногда «ван-дейком». Его носили, например, пуритане.
Предполагается[кем?], что когда хорватские офицеры, которые в XVII веке носили яркие шёлковые шейные платки, в награду за своё мужество и доблесть, проявленные во время Тридцатилетней войны, были приглашены ко двору французской королевы Анны Австрийской, их необычный аксессуар заприметил сам король Людовик XIV, который не удержался и тоже повязал на себя нечто подобное, став первым законодателем галстучной моды Франции, а следовательно, и всей Европы. Отсюда и одна из версий происхождения французского слова cravate («галстук») как производного от самоназвания хорватов.
В XVII веке в моду вошёл длинный жилет, который мужчины надевали под обычный камзол. На шею повязывали платок наподобие шарфа. Его несколько раз обматывали вокруг шеи, а свободные концы свисали на грудь. Живописные полотна конца XVII столетия свидетельствуют о том, что к тому времени такие шейные платки завоевали чрезвычайную популярность. Их делали из муслина, батиста и даже кружева.
Существовало множество вариантов узлов на таком платке. Бант напоминал современный галстук-«бабочку». Как известно, было по меньшей мере 100 способов завязывания шейного платка. Говорят, что английский денди Браммел, оказавший влияние на мужскую моду, мог потратить всё утро на то, чтобы по всем правилам завязать шейный платок.
В XVIII столетии шейный платок с длинными концами стали называть «галстуком», а во второй половине XIX века по виду он уже напоминал современный галстук. Также его называли «галстуком-„самовязом“». В моду вошли рубашки с воротником. Теперь галстук стягивали узлом под подбородком, а его длинные концы свисали на крахмальную рубашку. Именно в это время галстук стал таким, каким мы его знаем сегодня. Следует заметить, что без последующего распространения моды на ношение галстуков в Англии вряд ли бы они приобрели то значение, которое имеют в современной деловой моде. В Англии ношение галстуков было возведено в ранг высокого искусства, а джентльмену предлагалось на выбор до 100 различных способов завязывания. Считалось также, что самой серьёзной обидой для мужчины может стать высказывание по поводу его галстука, «обиду от которого можно смыть лишь кровью».
Во время Великой французской революции (1789—1799) цвет «кроата» указывал на политические убеждения человека. В XIX веке франты европейского общества заново «открыли» для себя этот аксессуар. Именно тогда галстук перестал быть принадлежностью одних военных и политиков и перекочевал в гардероб обыкновенных граждан.
В 1827 году писатель Оноре де Бальзак написал книгу под названием «Искусство ношения галстука», в которой описал эстетическую необходимость повязывать галстук. Галстук «по-байроновски» представлял собой широко завязанный, не стягивающий горло платок. «Трагический» галстук чёрного цвета был принадлежностью траурной и форменной одежды. «Вальтер Скотт» шили из клетчатой ткани. Белый галстук предназначался для парадной одежды балов, вечеров и званых обедов; его полагалось носить с фраком или смокингом, но ни в коем случае не с пиджаком. Во времена Бальзака галстуки были шёлковыми, шерстяными, атласными с различными узорами.
В 1924 году всем вариантам шейных платков и шарфов было сказано окончательное «нет», американский предприниматель Джесси Лангсдорф запатентовал свой «идеальный галстук». Такой галстук шили и шьют до сих пор из трёх частей, скроенных по косой. Следствием этого патента стало повсеместное вытеснение поперечных галстуков и стандартизация длинных галстуков в полоску, косую клетку или «пейсли». Эти рисунки стали основой для английских клубных и колледж-галстуков, позволяющих своим обладателям таким простым способом сообщать о своей принадлежности.

Работа в галстуках запрещена

В 2005 году японское министерство природы начало кампанию Cool Biz, объясняя офисным работникам, что, если не носить галстуки, можно устанавливать кондиционеры на более высокую температуру и экономить энергию. С тех пор летние продажи галстуков в Японии упали на 36 %.

## Правила ношения галстука

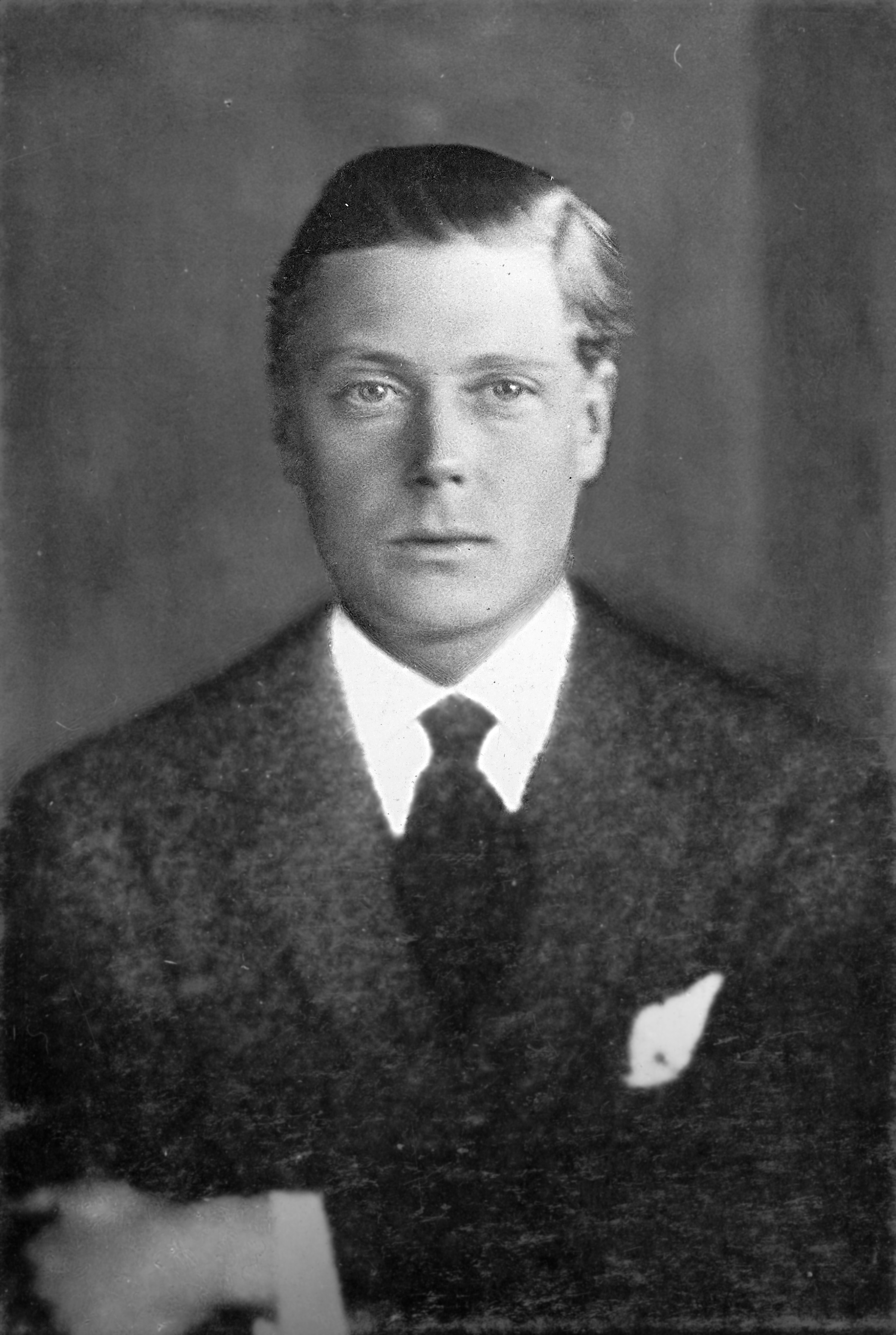
Герцог Виндзорский

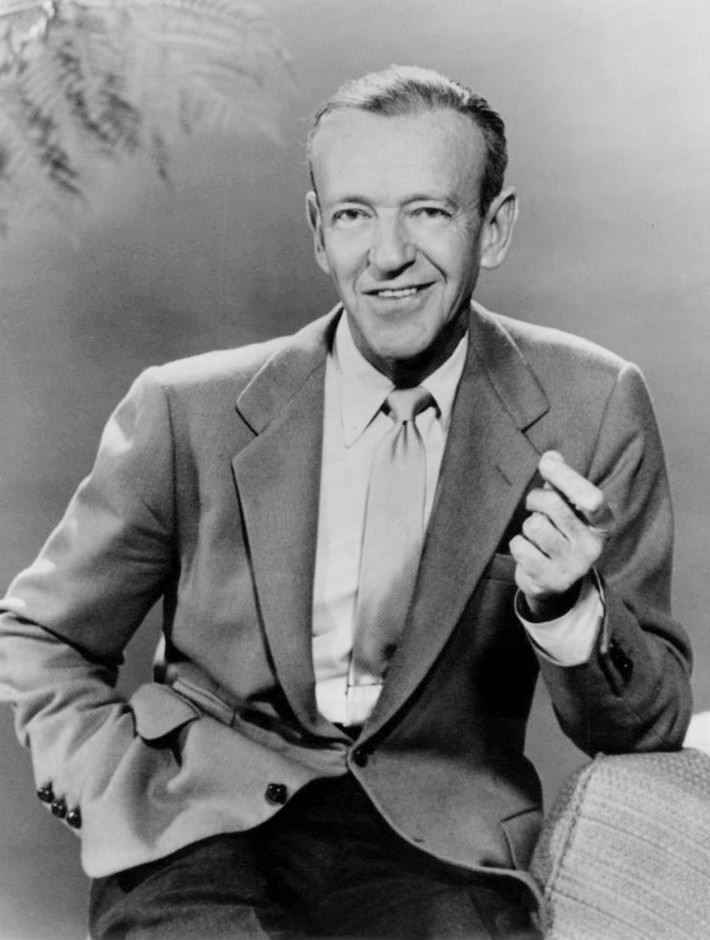
Фред Астер

Расцветку и рисунок галстука подбирают в соответствии с другими предметами одежды и мероприятием. Для ежедневной носки используют галстуки тёмных тонов с небольшим повторяющимся рисунком или с одним более крупным рисунком, не сильно привлекающим внимание. Тёмные галстуки надевают, как правило, со светлыми рубашками.
Конец завязанного галстука должен быть приблизительно на дюйм (около 2,5 см) ниже пряжки брючного ремня. Если узел подобран неверно и завязанный галстук оказался чересчур длинным, заправлять конец галстука под ремень (внутрь брюк) модниками объявляется вопиющим нарушением дресс-кода. Однако, Герцог Виндзорский заправлял конец галстука в брюки, но этого не было видно под пиджаком и жилетом. Также, американский танцор низкого роста, Фред Астер, заправлял галстук в брюки, маскируя это жилетом.
Существуют 3 правила ношения галстука:
- не носите галстук ослабленным (проявляя неуважение к окружающим);
- не заправляйте в рубашку узкий конец галстука (лучше завяжите узел заново, чтобы этот конец был короче широкого);
- не заправляйте концы галстука в брюки (если не носите жилет, который скрывает это).

Хранить галстук следует в развязанном состоянии, для этого галстук осторожно развязывают в обратном порядке, чтобы не деформировать материал. Галстук из шёлка возможно хранить на перекладине вешалки, из шерсти — свёрнутым в рулон на полке.

## Типы галстуков
- Галстук-«самовяз» — обыкновенный галстук с затягивающимся узлом-«удавка», как правило, классический галстук средней ширины;
- Галстук-«регат» — постоянный узел уже сформирован и имеет резинку для крепления вокруг шеи;
- Галстук-«боло»;
- Галстук-«платок» (также его разновидность — аскот) — заправляется за края рубашки, пластрон, шарпей;
- Галстук-«бабочка»;
- Галстук-«бант»;
- Шейный платок;
- Скинни — узкий галстук, обычно прямой;
- Лавальер — галстук с широкими задрапированными концами;
- Двойной галстук;
- Скаутский галстук — квадратный отрез ткани, сложенный по диагонали, свёрнут вдоль, вокруг шеи концы завязаны особым незатягивающимся узлом (или скреплены зажимом);
- Пионерский галстук — косынка, завязанная особым незатягивающимся (ради безопасности детей) узлом.

## Типы галстучных узлов
В конце 1990-х годов двое исследователей, Томас Финк и Йонг Мао, являющиеся сотрудниками Кавендишской лаборатории Кембриджского университета, использовали математическое моделирование, при помощи которого пришли к выводу, что, используя всего 9 движений при завязывании галстука, можно сделать это 85 различными способами. Соответственно, существуют как минимум 85 способов завязывания галстука.
Проанализировав выводы публикации британских учёных, шведский математик Микаэль Вейдемо-Йоханссон из Королевского технологического института в Стокгольме заметил, что узел Ediety, который использует персонаж фильма «Матрица: Перезагрузка» Меровинген, не указан в исследовании Кембриджского университета. Он обнаружил, что это исследование игнорирует узлы, в которых есть несколько петель. Вейдемо-Йоханссон и трое его коллег разработали особую кодировку возможных действий в галстучных узлах, обозначив их буквами W, T и U, где, например, U означало «засунуть широкий конец под узкий». В результате компьютерных расчётов учёные пришли к выводу, что существуют более 177 тысяч вариантов узлов. Впрочем, математики оговорили, что не все возможные узлы подходят для практического применения в этом контексте, например, попадаются узлы, где широкий конец вывернут наружу или некоторые узлы требуют слишком длинного галстука. Существует сайт tieknots.johanssons.org с генератором случайных узлов.
Некоторые популярные галстучные узлы:
- «Аскот»
- «Балтус»
- «Виктория (двойной)»
- «Виллароза»
- «Виндзор (полный виндзор, двойной виндзор, персидский зеркальный)»
- «Висмара»
- «Ганновер»
- «Грантчестер»
- «Диагональ (маскони, москони)»
- «Кавендиш»
- «Кельвин»
- «Кент (малый, простой)»
- «Крестовый (кристенсен)»
- «Ложный»
- «Манхэттен»
- «Никки (олни, новая классика, свободный американский, суперпратт)»
- «Онассис (турецкий)»
- «Пластрон»
- «Плацбург»
- «Полувиндзор (половинный виндзор, универсальный)»
- «Поперечный (перекрёстный, атлантик, диагональный, мэровинген)»
- «Пратт (Шелби, Пратта, Шелби-Пратта, перевёрнутый, американский, американский классический, классический американский, перевёрнутый полувиндзор)»
- «Принц Альберт (двойной простой)»
- «Простой узел (восточный, ориентал, красный)»
- «Святой Андрей (Сент-Эндрю)»
- «Фристайл (свободный стиль)»
- «Четвёрка (четвертной, четырёхплётный, простой, итальянский, узкий, старинный)»
- «Элдридж»

### Классификация галстучных узлов
Галстучные узлы возможно классифицировать по нижеследующим признакам:
- Сторона завязывания (лицевая, изнаночная) — большинство галстучных узлов — «лицевые», когда галстук располагают швом к шее перед началом завязывания узла.
- Размер узла — необходимо соотносить с шириной ворота рубашки и плотностью материала галстука.
- Развязывание (распускающийся, нераспускающийся) — если вынуть узкий конец галстука из узла, галстук либо распустится, либо на широком конце останется узел.
- Степень сложности — от простого узла к замысловатым (в 3 этапа — самый простой узел, 9 этапов — оптимальный).

## Аксессуары для галстука

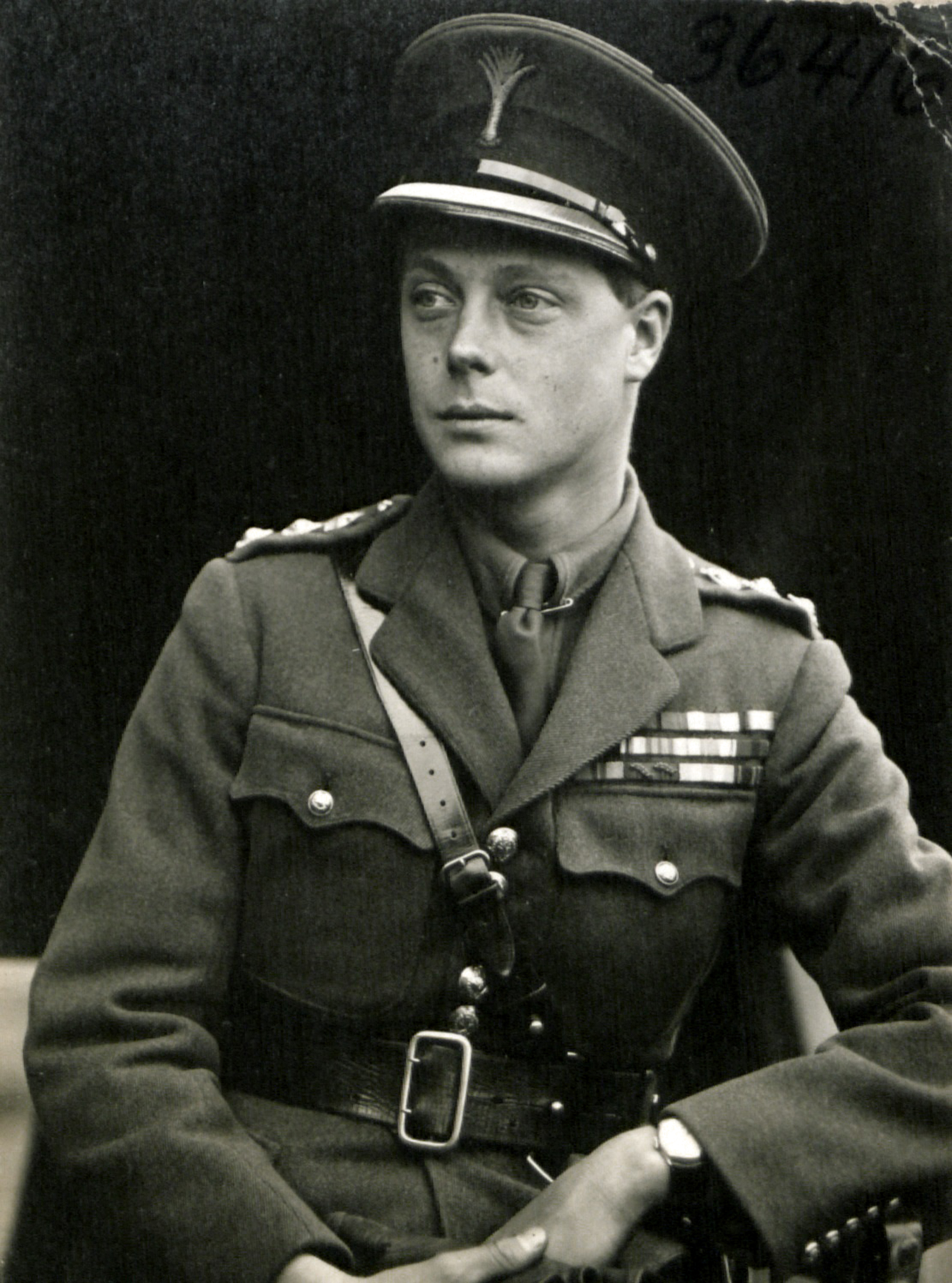
Принц Уэльский.
Узел галстука пришпилен к воротнику сорочки при помощи английской булавки

- Зажим для галстука (Tie bar, tie clip) — приспособление для крепления галстука к передней части рубашки; вошёл в моду в 1920-е и остаётся популярным в настоящее время.
- Булавка для воротника (Collar pin) — крупная английская булавка, с помощью которой концы воротника скалывают под галстуком; были на пике популярности в 1930-е годы.
- Планка для воротника (Сollar bar) — аналог булавки для воротника, отличается тем, что не портит ткань проколами; считается[кем?] устаревшим аксессуаром.
- Булавка для галстука (Tie pin, tie tack) — изначально аксессуар для крепления галстука или шейного платка к одежде либо фиксации узла; в настоящее время используют как украшение.
- Цепочка для галстука (Tie chain) — аналог зажима для галстука, заднюю планку с отверстием цепляют за пуговицу рубашки, а концы галстука пропускают между планкой и цепочкой.

## Фотогалерея
- Демонстрация завязывания шёлкового галстука классическим узлом «Четвёрка»

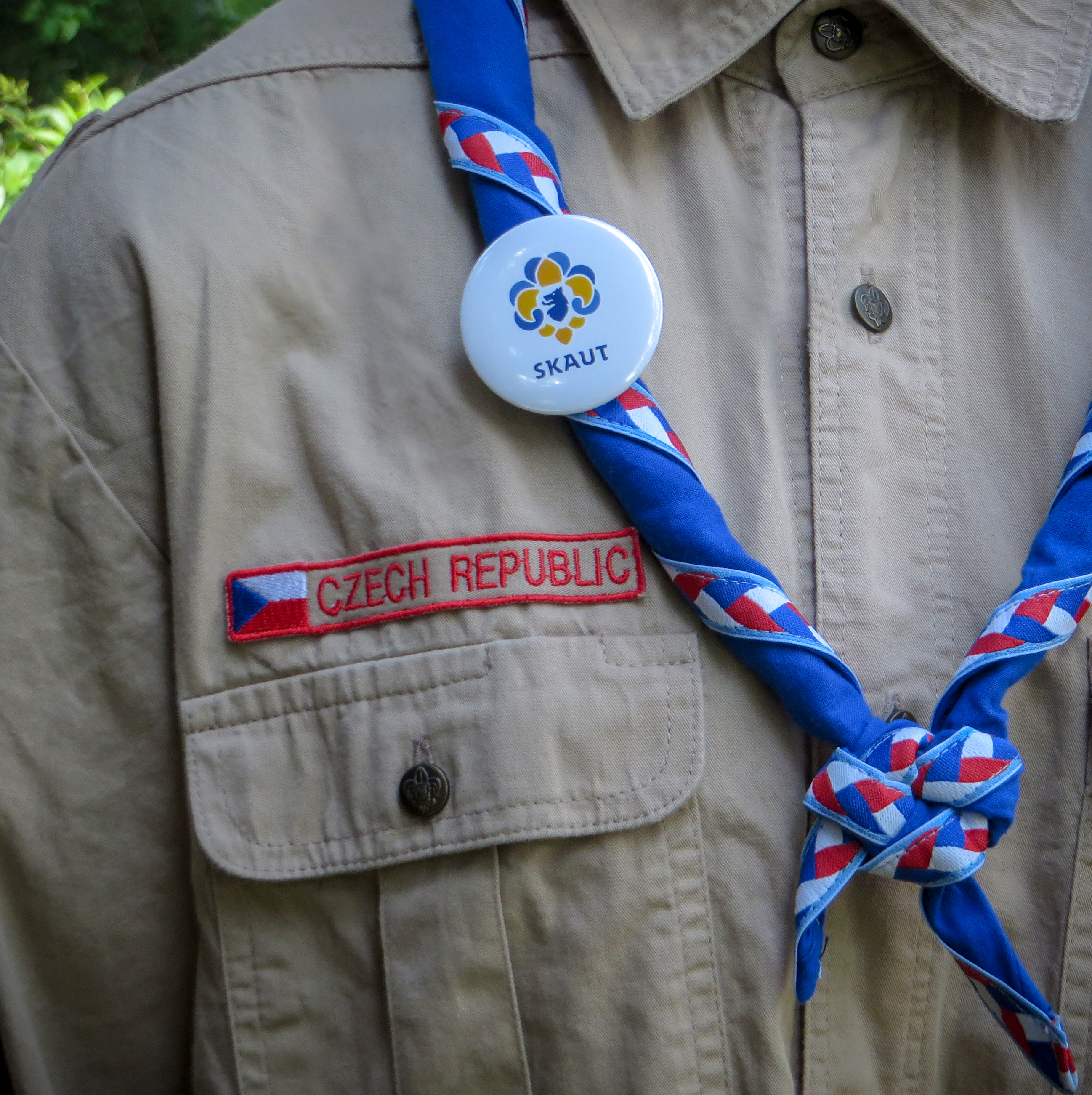
Галстук чешского скаута, который завязан «квадратным» узлом, содержит цвета чешского флага; узел — незатягивающийся (ради безопасности детей)
Способ завязывания пионерского галстука — пара последовательно завязанных полуузлов (прямой узел); узел — незатягивающийся (ради безопасности детей)